# Efficience (sport)
Pour la notion générale, voir Efficience.

## Efficience enbasket-ball.
Généralement, un sportif efficient est considéré comme tel s'il réalise l'opération nécessaire au succès dans son sport.

## Illustration enbasket-ball.
Statistiques d'efficience en basket:
|         |          |         |     |   | Per Game | Per Game | Per Game | Per Game | Per Game | Per Game | Shooting | Shooting | Shooting |
| Season  | Player   | Player  | Âge | G | MP       | PTS      | TRB      | AST      | STL      | BLK      | 2P%      | 3P%      | FT%      |
| 1986-87 | Magic    | Johnson | 27  | 6 | 39.3     | 26.2     | 8.0      | 13.0     | 2.3      | 0.3      | .541     | .500     | .960     |
| 2003-04 | Chauncey | Billups | 27  | 5 | 38.4     | 21.0     | 3.2      | 5.2      | 1.2      | 0.0      | .525     | .471     | .929     |
| 2016-17 | Kevin    | Durant  | 28  | 5 | 39.8     | 35.2     | 8.2      | 5.4      | 1.0      | 1.6      | .60      | .474     | .927     |
| 1991-92 | Michael  | Jordan  | 28  | 6 | 42.3     | 35.8     | 4.8      | 6.5      | 1.7      | 0.3      | .547     | .429     | .891     |
| 1990-91 | Michael  | Jordan  | 27  | 5 | 44.0     | 31.2     | 6.6      | 11.4     | 2.8      | 1.4      | .559     | .500     | .848     |

## Efficience ensports de combat.
« Une activité sera dite d’autant plus efficiente qu’elle permettra d’atteindre à moindre coût le même niveau d’efficacité » (Leplat, 1989). Il s’agit ici du rapport entre les ressources investies pour réaliser la tâche et la performance obtenue.
Elle peut se définir aussi par : « être efficace au moindre coût », ce qui se rapprocherait de la maxime de Jigorō Kanō, fondateur du judo, « minimum d’effort, maximum d’efficacité ».

## Illustration ensports de combat.

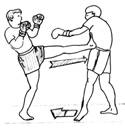
Coup d’arrêt jambe tendue en posant le pied sur la hanche, action très économique en énergie et qui stoppe brusquement l’avancée adverse en boxe

## Sources.
- « Efficience en basket. », Statistiques, sur welikebasket.blogspot.com
- (en) « Statistiques sur l'efficience en basket (suite) », sur Basketball-reference.com
- Leplat, J., Les habiletés cognitives dans le travail, In Perruchet (P), Les automatismes cognitifs, Liège, 1989